# Replay (canción de Tamta)
«Replay» es una canción interpretada por la cantante georgiana Tamta. El título de la canción fue revelado el 21 de diciembre de 2018. La canción fue escrita por Alex P.

## Festival de la Canción de Eurovisión
La canción representó a Chipre en el Festival de la Canción de Eurovisión 2019, después de que Tamta fuera elegida internamente.